# 쿨나주

쿨나주

쿨나주(벵골어: খুলনা বিভাগ)는 방글라데시 남서부에 위치한 주로 주도는 쿨나이며 면적은 22,284.22km2, 인구는 15,687,759명(2011년 기준)이다.
북쪽으로는 라지샤히주, 동쪽으로는 바리살주, 다카주, 남쪽으로는 벵골만, 서쪽으로는 인도 서벵골주와 잡한다. 10개 구(바게르하트구, 추아당가구, 조쇼르구, 제나이다구, 쿨나구, 쿠슈티아구, 마구라구, 메헤르푸르구, 나라일구, 사트키라구)를 관할한다.